# Wissadula fadyenii
Wissadula fadyenii är en malvaväxtart som beskrevs av R. E. Fries. Wissadula fadyenii ingår i släktet Wissadula och familjen malvaväxter. Inga underarter finns listade i Catalogue of Life.